# Trehøje (Herning Kommune)
 For alternative betydninger, se Trehøje. (Se også artikler, som begynder med Trehøje)
Trehøje eller Trehøje Bakke er en 101 m høj bakke mellem Ørnhøj og Timring i Herning Kommune. Bakken ligger på Skovbjerg Bakkeø, lidt syd for områdets højeste punkt, Tihøje, og navnet skyldes, at der på toppen af den naturlige bakke ligger tre bronzealderhøje.
Sekundærrute 471 (Trehøjevej) passerer over bakkens top, hvor der er vej mod Abildå. Ved den største af højene findes en parkeringsplads og et toilet. Fra dette sted er der vandrestier gennem de omkringliggende overvejende hedearealer, og fra parkeringspladsen er der udsigt over et stort stykke af bakkeøen.
Lidt syd for Trehøje finder man et egekrat. Op mod heden omkring bakken ligger et par plantager, Timring Plantage og Bruuns Plantage, samt landbrugsland.
Bakken gav navn til Trehøje Kommune, der eksisterede i perioden 1970-2007, og der er anlagt en golfklub nogle få kilometer nordøst med navnet Trehøje Golfklub.